# Pycnogonidae
Famille
Les Pycnogonidae sont une famille de pycnogonides, de l'ordre des Pantopoda.

## Liste des genres
Selon PycnoBase et World Register of Marine Species (28 mai 2016) :
- genre Pentapycnon Bouvier, 1910 -- 3 espèces
- genre Pycnogonum Brünnich, 1764 -- 73 espèces
- genre Pycnopallene Stock, 1950 -- 1 espèce